# Juana Belén Gutiérrez de Mendoza
Juana Belén Gutiérrez de Mendoza, née le 27 janvier 1875 à San Juan del Rio, Durango, Mexique et morte le 13 juillet 1942  à Mexico, est une journaliste, féministe, professeur, révolutionnaire et activiste mexicaine. Elle est l'une des principales participantes à la révolution mexicaine. Elle est rédactrice en chef du journal Vésper qui publie des articles critiques contre le Porfiriato, l'Église et l'État mexicain. Elle est autrice d'une littérature féministe radicale. Elle contribue à plusieurs autres journaux mexicains pendant la révolution comme El Diario del Hogar et El Hijo del Ahuizote. L'un de ses ouvrages les plus connus est ¡Por la tierra y por la raza !. Elle participe entre autres à un groupe féministe appelé Las Hijas del Anáhuac qui revendique l'amélioration des conditions de travail des femmes et prônent les grèves ouvrières.

## Biographie

### Enfance et formation
Juana Belen Gutierrez de Mendoza, née Chavez, est née le 27 janvier 1875 à San Juan del Rio, Durango, Mexique. Son père, Santiago Gutierrez Lomeli, originaire de Jalisco, travaille comme ouvrier agricole dans un domaine à San Pedro del Gallo, Durango. Sa mère, Orfiria Chavez, est une femme pieuse aux racines indigènes Caxcan (en) de la région de Juchipila à Zacatecas. Bien que l'on ne sache pas grand-chose sur ses parents, on suppose que son père était protestant, ce qui a permis à Juana de grandir sans adhérer aux stéréotypes et aux rôles traditionnels des hommes et des femmes de l'époque. En 1888 ou 1889, la famille déménage dans la capitale de Durango pour travailler dans le domaine d'une famille d'élite, Lopez Negrete. Après la mort soudaine de son père, Gutierrez travaille comme domestique à Durango.

### Vie de famille
Gutierrez se marie à Cirilo Mendoza, mineur, en 1892. Ils déménagent à Sierra Mojada, Coahuila. Son mari travaille comme gratteur de minerais dans la mine La Esmeralda. 
Ils ont trois enfants, Santiago, dont les dates de naissance et de décès sont inconnues, Laura (née en 1895-1975) et Julia (née en 1899-1993). Gutierrez travaille comme couturière, confectionnant des vêtements en denim pour les mineurs et contribue à la subsistance de sa famille en aidant son mari dans ses tâches.
Après la mort soudaine de son mari en 1909, elle devient seule responsable de sa famille et achète des actions de la mine et un troupeau de chèvres pour vendre du lait afin de gagner de l'argent.

### Débuts de l'activisme et du journalisme

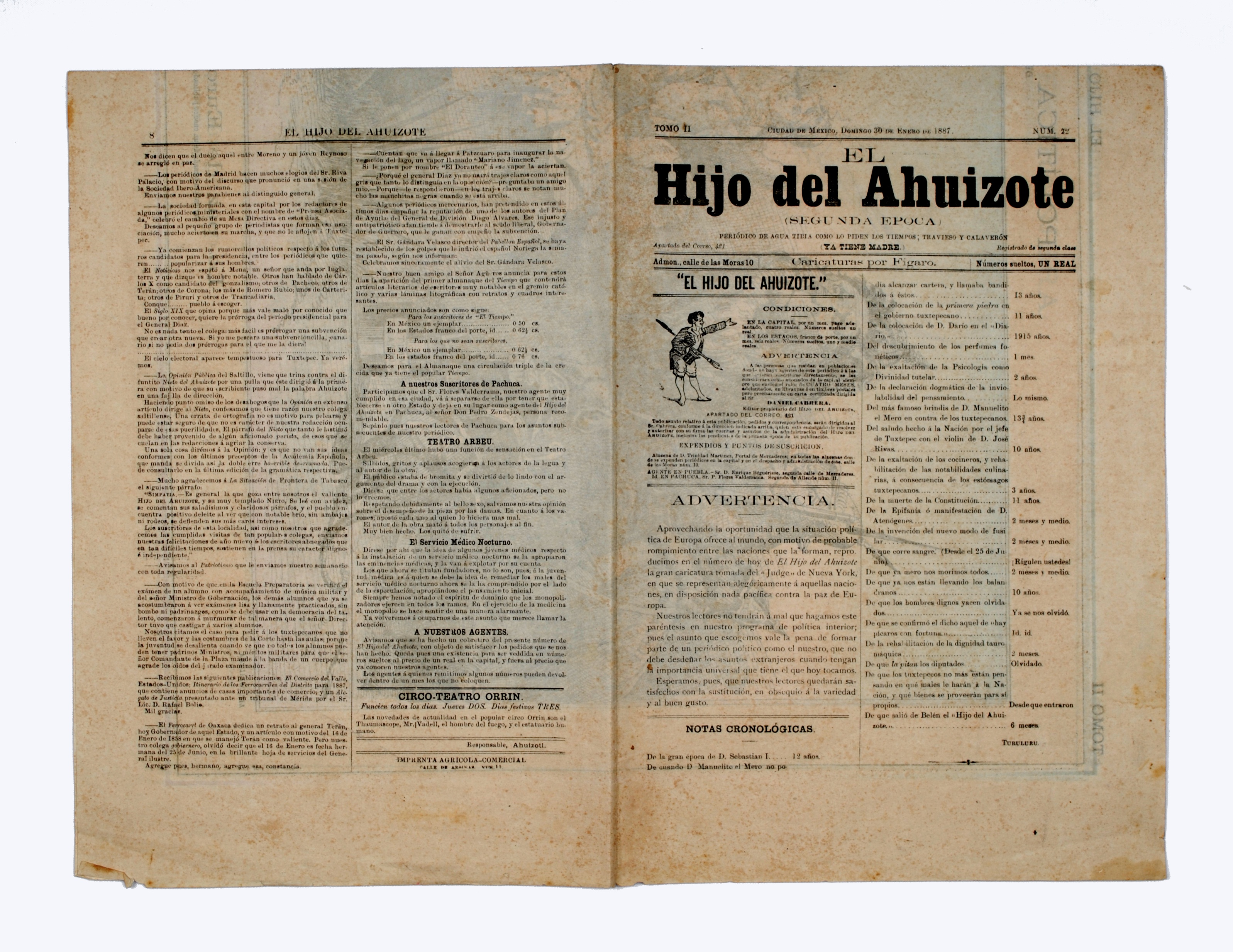
El Hijo del Ahuizote

Gutiérrez commence sa carrière de journaliste après avoir été témoin des difficultés rencontrées par les mineurs mexicains travaillant dans la mine La Esmeralda à Coahuila, au Mexique. En raison des mauvaises conditions de travail, elle écrit dans trois journaux d'opposition mexicains de premier plan, Chinaco, El Diario del Hogar et El Hijo de Ahuizote, pour publier une série d'articles anonymes critiquant l'entreprise qui exploite la mine. Cet activisme ne reste pas sans réponse, exaspérée par les critiques formulées à son encontre, la compagnie minière demanda l'aide du gouvernement mexicain pour découvrir l'identité de l'auteur anonyme. En 1897, leur demande d'aide porte ses fruits puisque les autorités mexicaines découvrent l'identité de Gutiérrez et l'emprisonnent à Minas Nuevas, Chihuahua. Malgré cela, Gutiérrez est largement admirée par les mineurs et les citoyens de la région, dont une vingtaine ont signé une pétition demandant sa libération. Son séjour à Minas Nuevas ne sera pas son seul passage en prison ; cependant, ce premier emprisonnement catalyse sa radicalisation, car il renforce son opposition au gouvernement mexicain.
Au cours de cette période, le Mexique est dirigé par Porfirio Díaz, président sur plus de trois décennies et dont la présidence se caractérisée par une modernisation rapide du pays, notamment par l'amélioration des infrastructures et l'augmentation des investissements étrangers. Parallèlement, son mandat est marqué par des remises en cause des libertés politiques et des disparités économiques croissantes au sein de la population.

#### JournalVésper: Justicia y Libertad

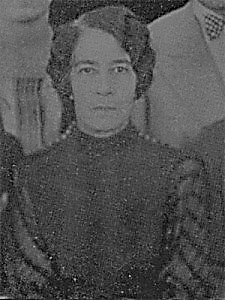
Elisa Acuña

Après sa libération, elle vend son troupeau de chèvres et acquiert une presse à imprimer pour lancer son propre journal avec sa collègue institutrice Elisa Acuña en 1901, Vésper : Justicia y Libertad,. Les premiers articles publiés dans Vésper sont anti-gouvernementaux et contre les croyances de l'Église catholique. Le Vésper est un outil d'information précieux et une source d'opinion publique. L'un des principaux objectifs de Vésper est d'éclairer le public sur les questions relatives à Porfirio Diazet lui reproche de ne pas répondre aux demandes et aux besoins du peuple. Le contenu des articles est choquant pour les représentants du gouvernement, d'autant plus qu'ils sont écrits par une femme. Vésper est considéré comme un journal mexicain libéraliste et communiste anarchiste. Le journal est interdit une quarantaine de fois par le gouvernement mexicain et Gutiérrez est emprisonnée à plusieurs reprises entre 1904 et 1920. En 1903, Porfirio Diaz confisque Vésper et incarcère les rédacteurs, dont Gutiérrez. Elle est alors contrainte d'imprimer Vésper au Texas en 1904. En 1905, elle retourne au Mexique et poursuit l'impression de Vésper depuis Mexico.
Au même moment en 1903, elle participe au premier Club Liberal Ponciano Arriaga, organisé pour attaquer le gouvernement de Porfirio Díaz. Elle apparaît et signe en tant que premier membre le Manifeste du Club Libéral “Ponciano Arriaga” du 27 février 1903, qui sera un texte précurseur des idéologiques de la Révolution mexicaine.
  Leur travail avait commencé en 1901 et ils ont tous joué un rôle clé dans l'élaboration d'une idéologie contre la révolution mexicaine.
La formation d'une idéologie contre la dictature de Díaz et la naissance d'une opposition organisée.18
Ils avaient déjà tenu le premier congrès libéral de l'Association des libéraux du Mexique. libéral  à  San Luis Potosi,  à  1901.  

#### JournalEl Desmonte
Le 15 juin 1919, Gutiérrez publie un nouveau journal intitulé El Desmonte. Elle affirme que Vésper est « trop rêveur et trop idéaliste » et que le changement de nom doit refléter les changements de perspective. El Desmonte se veut sévère et clair. Elle affirme que « El Desmonte sera écrit à coups de hache, et la hache décapite parfois ». Elle y encourage les ouvriers et les paysans à voter et écrit « non pas pour intégrer le pouvoir, mais pour le désintégrer, comme moyen de former, non pas une nouvelle oligarchie, mais de transformer les oligarchies en véritables administrations publiques ». Elle affirme que la population mexicaine ne peut pas compter sur la direction des partis politiques, car ceux-ci veulent obtenir le pouvoir pour protéger leurs propres intérêts. 

#### Autres écrits
Gutiérrez participe également à la rédaction d'articles avec d'autres journalistes mexicains comme Laureana Wright de Kleinhans (en) et Hermila Galindo. Elles écrivent des articles pour Las Hijas de Anáhuac avec Elisa Acuña ou Dolores Jiménez y Muro. Ces articles sont axés sur le fait qu'il faille donner de l'espace aux femmes dans la création d'une identité nationale. La plupart de ces articles sont centrés sur la lutte contre le Mestizo, idée politique créée par Jose Vasconcuelos dans son livre La Raza Cosmica. Gutiérrez néglige le terme "mestiza" dans ses écrits et met l'accent sur la culture indigène. L'Église catholique a des croyances fortes qui s'alignent sur le mestizaje et poussent à la maltraitance des peuples indigènes, c'est pourquoi Gutiérrez écrit contre l'Église. Elle utilise les souvenirs qu'elle avait des mauvais traitements infligés aux esclaves et aux mineurs indigènes pour donner le ton à ses articles. Ses articles ont ainsi un effet conflictuel et révolutionnaire.

#### Traductrice
Pour propager l'idéologie de la libération au Mexique, Gutiérrez traduit en espagnol les œuvres anarchistes de Pierre Kropotkine, Mikhaïl Bakounine et Pierre Joseph Proudhon.

### Activisme pendant la révolution

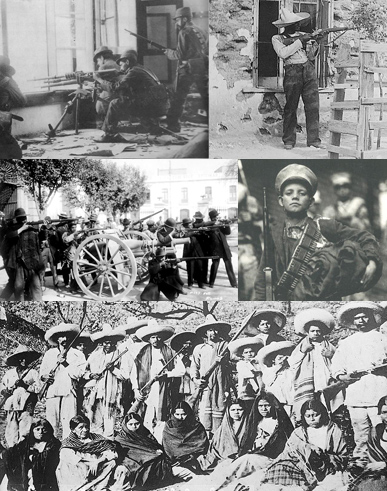
Images de la révolution mexicaine (1910-1920)

Lors de la révolution mexicaine, le 16 mars 1911, le Congrès mexicain annonce la suspension des droits individuels. Pendant ce temps, à Mexico, un groupe d'intellectuels, dont Gutiérrez, Dolores Jiménez y Muro, Santiago Orozco, Camilo Arriaga, Gildardo Magaña (en) et Jose Vasconcelos, planifient une rébellion contre les militaires en soutien à Francisco I. Madero. Madero est un candidat présidentiel prometteur qui doit reprendre la présidence de Porfirio Diaz après la révolution. Le groupe collectif avait initialement planifié El Complot dans la ville de Tacubaya à San Diego. Impliquant à la fois des civils et des militaires, la nouvelle du plan commence à se répandre rapidement dans la ville. Le plan est finalement découvert par les autorités gouvernementales le 27 mars 1911. Après que les principaux dirigeants de la rébellion planifiée ont été découverts, ils sont conduits directement en prison. C'est le cas de Gutiérrez et des autres membres du groupe. Bien que ce ne soit pas la première fois que Gutiérrez soit envoyée en prison, c'est la première fois qu'elle y est envoyée pendant la révolution mexicaine. Gutiérrez devient une partisane d'Emiliano Zapata, l'ardent défenseur des paysans et des indigènes opprimés du Mexique.

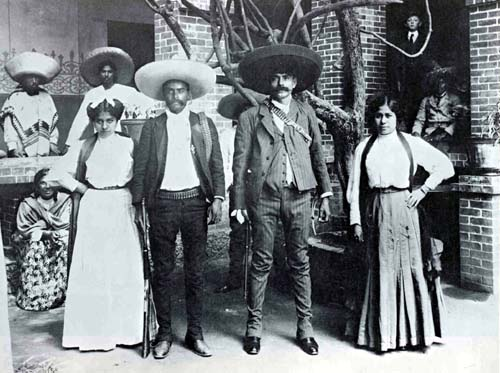
Emiliano et Eufemio Zapata avec leurs femmes

En plus de la rébellion prévue, le groupe a également élaboré un plan d'action distinct, qui consiste cette fois à manifester en faveur de réformes sociales. Le Plan politique et social, proclamé pour les États de Guerrero, Michoacán, Tlaxcala, Puebla et le district fédéral, vise à ne plus reconnaître le président et le vice-président actuels et exprime le souhait que le cabinet soutienne Madero. Madero devait être élu par le vote du peuple et non par les représentants favorables à Porfirio coupables de corruption. Ce plan social vise à protéger le vote du peuple, mais surtout à protéger la population indigène du Mexique qui est souvent marginalisée et exploitée. L'engagement de Gutierrez pour aider les populations indigènes à se sentir écoutées et responsabilisées a influencé de nombreux points proposés dans ce plan tout comme son soutien à l'amélioration des droits des travailleurs. Elle a fortement plaidé en faveur d'une augmentation des salaires pour les hommes et les femmes et d'une réduction du nombre d'heures de travail hebdomadaires.

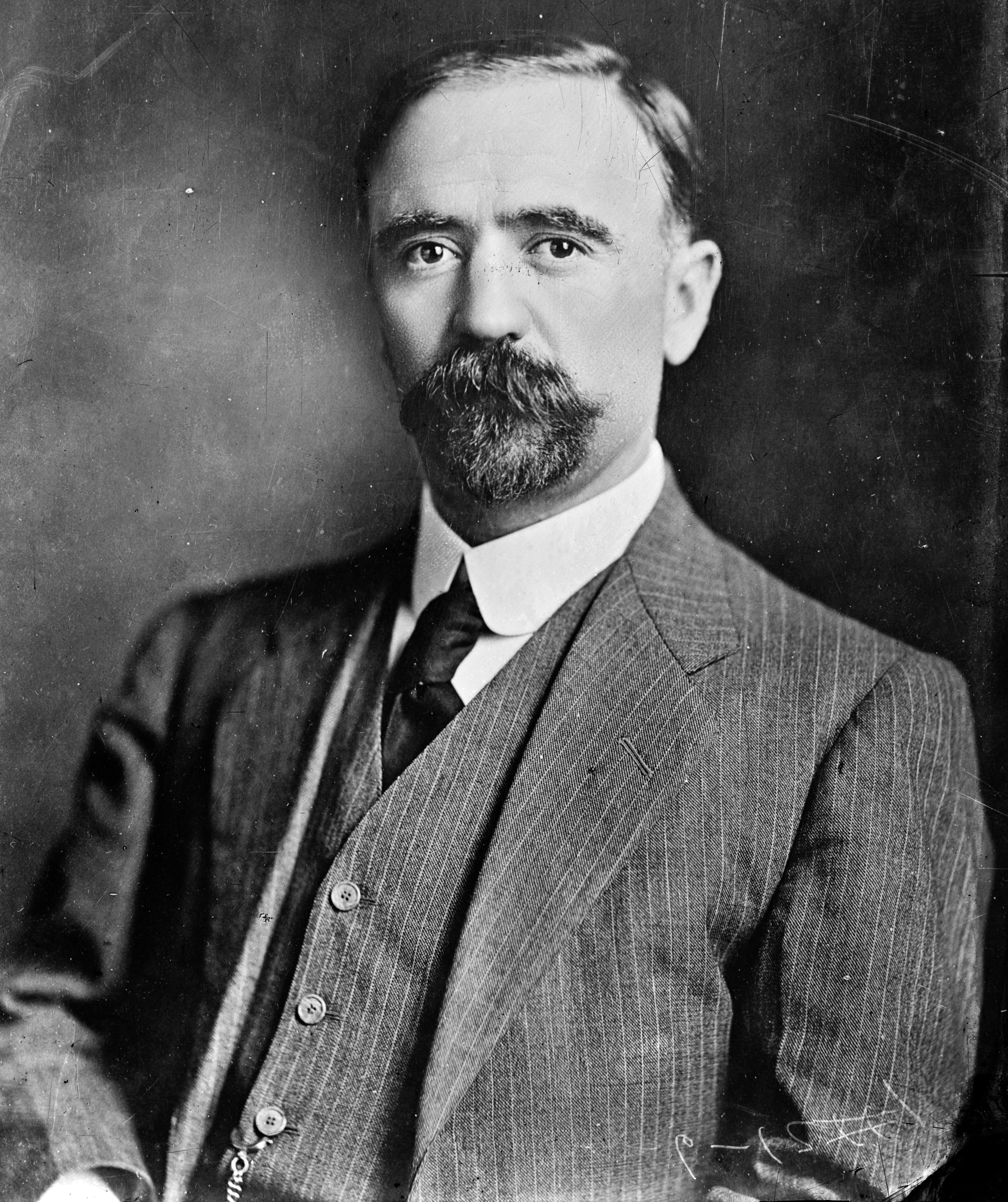
Francisco I. Madero, président mexicain

En 1913, l'élection démocratique de Madero, en 1911, prend fin par le coup d'état du général Victoriano Huerta qui devient le 39e président du Mexique. Huerta ordonne l'arrestation de Gutiérrez en raison de son association à l'activisme et de sa lutte permanente pour la démocratie. Après sa libération, elle se rallie aux zapatistes. En 1914, elle est colonel dans le régiment "Victoria" de Zapata, une unité militaire qu'elle avait non seulement commandée, mais aussi organisée de toutes pièces. À cette époque, elle crée également un journal appelé La Reforma, qui vise à soutenir et libérer la population indigène. 
En 1916, alors qu'elle continue d'écrire et de publier des articles pendant la révolution, Gutiérrez est de nouveau arrêtée, cette fois par le gouvernement de Venustiano Carranza, qui la qualifie de « zapatiste convaincue » et est condamnée à dix mois de prison. 
Plus tard, Gutiérrez participe à la création de nombreuses organisations féministes avec d'autres femmes intellectuelles rencontrées lors de son travail d'activiste pendant la révolution mexicaine.
Gutiérrez, tout comme Elena Torres (en), Evelyn T. Roy, Thoberg de Haberman, María del Refugio García et Estela Carrasco, fait partie du "Consejo Nacional para las Mujeres" en octobre 1919. Gutiérrez occupe le rôle de présidente de cette organisation. Elle a également participé activement au Frente Único Pro Derechos de la Mujer (es), organisation au sein de laquelle son travail sera plus tard considéré comme l'une de ses formes d'activisme les plus influentes.

### Activisme après la révolution
La carrière journalistique de Gutiérrez, qui s'étend sur plus de 45 ans, continue à s'épanouir après la fin de la révolution mexicaine. Ses efforts incessants pour remettre en question les systèmes oppressifs jouent un rôle essentiel dans la défense des communautés marginalisées de la nouvelle dynamique sociétale mexicaine en pleine mutation. Cette période d'après-guerre a vu le gouvernement renouveler son intérêt pour la reconnaissance et la valorisation de ses racines indigènes. Ce changement a incité Gutiérrez à adapter son activisme et son approche littéraire à ces nouveaux objectifs nationaux.
De retour à Mexico en 1922, elle s'adapte rapidement à l'évolution de l'environnement social et politique du pays. Elle participe activement à la création d'organisations telles que Acción Femenil et le Consejo Nacional de Mujeres Mexicanas. Ses contributions à ces organisations soulignent son dévouement aux causes féministes et son désir de progresser vers l'égalité des sexes.
Gutiérrez soutient également les efforts du gouvernement pour renouer avec les traditions indigènes en participant au mouvement rural Maestra. Cette initiative vise à intégrer les nombreuses communautés indigènes locales dans la nouvelle identité nationale émergente et le cadre économique du Mexique. Son travail dans les régions de Jalisco et de Zacatecas, où vivent les Indiens Caxcan (en), est particulièrement remarquable et lui vaut d'être nommée inspectrice des écoles rurales en 1923.
Cependant, malgré son succès dans le programme, le parcours de Gutiérrez en tant qu'enseignante rurale n'a pas été entièrement positif. Au fil du temps, elle est devenue de plus en plus critique à l'égard des politiques du programme, s'inquiétant de ses effets néfastes sur les communautés indigènes et du risque potentiel d'effacement culturel. Poussée par sa profonde frustration face aux efforts de colonisation du gouvernement par le biais de son système éducatif, elle a créé le Consejo de los Caxcanes à Juchipila, Zacatecas, entre 1922 et 1923. En tant que directrice du conseil, elle rédige en 1924 un traité critique intitulé "¡Por la tierra y por la raza !", une œuvre littéraire qui remet directement en question les politiques du Secrétariat à l'Éducation publique (SEP) et de ses dirigeants, en soulignant les problèmes d'assimilation culturelle et de marginalisation des communautés indigènes.
Dans les années 1930, son militantisme se concentre sur l'éducation des femmes et leur rôle dans la société, en mettant l'accent sur la maternité et l'identité de la population indigène au Mexique. 
En tant qu'écrivaine, elle a produit des œuvres importantes durant cette période, notamment Preliminares de Combate en février 1935, Camisas de Colores en mars 1935 et La República Femenina en 1936, qui critiquait les politiques gouvernementales et les pratiques militaires, en promouvant un concept de féminisme maternel. Elle a également été directrice de l'Escuela Industrial Femenina "Josefa Ortiz de Domínguez" de 1937 à 1940, démontrant ainsi son dévouement à ses idéaux éducatifs et féministes. Malgré les obstacles qu'elle rencontre, notamment le fait d'avoir été démise de ses fonctions de directrice, elle poursuit ses efforts d'écriture et de publication. Sa conviction que la population indigène est la pierre angulaire de la nation mexicaine et son adhésion à ces valeurs tout au long de sa carrière font d'elle une rhétoricienne métisse importante dans l'histoire du Mexique.

### Mort
Malade, recevant une pension de l'État mexicain à hauteur de 5 pesos par jour, ce qui ne lui a pas épargné la douleur de vendre son imprimerie pour survivre, Gutiérrez meurt le 13 juillet 1942  à Mexico.

## Œuvres
- Juana Belén Gutiérrez de Mendoza, ¡Por la tierra y por la raza! (œuvre littéraire), 1924.